# Chersodromia fluviatilis
Chersodromia fluviatilis is een vliegensoort uit de familie van de Hybotidae. De wetenschappelijke naam van de soort is voor het eerst geldig gepubliceerd in 1995 door Chvala.